# Parathelphusa malaysiana
Parathelphusa malaysiana is een krabbensoort uit de familie van de Gecarcinucidae. De wetenschappelijke naam van de soort is voor het eerst geldig gepubliceerd in 1992 door Ng & Takeda.